# Bezange-la-Grande
Pour les articles homonymes, voir Bezange-la-Petite.
Bezange-la-Grande est une commune française située dans le département de Meurthe-et-Moselle en région Grand Est.

## Géographie
Le territoire de la commune est limitrophe de 8 communes, dont Chambrey, Salonnes et Vic-sur-Seille se trouvent dans le département voisin de la Moselle.
La commune est traversée par le cours d'eau Loutre Noire.
| Moncel-sur-Seille | Chambrey (Moselle) Salonnes | Vic-sur-Seille (Moselle) |
| Sornéville        | Bezange-la-Grande           | Juvrecourt               |
| Hoéville          | Athienville                 |                          |

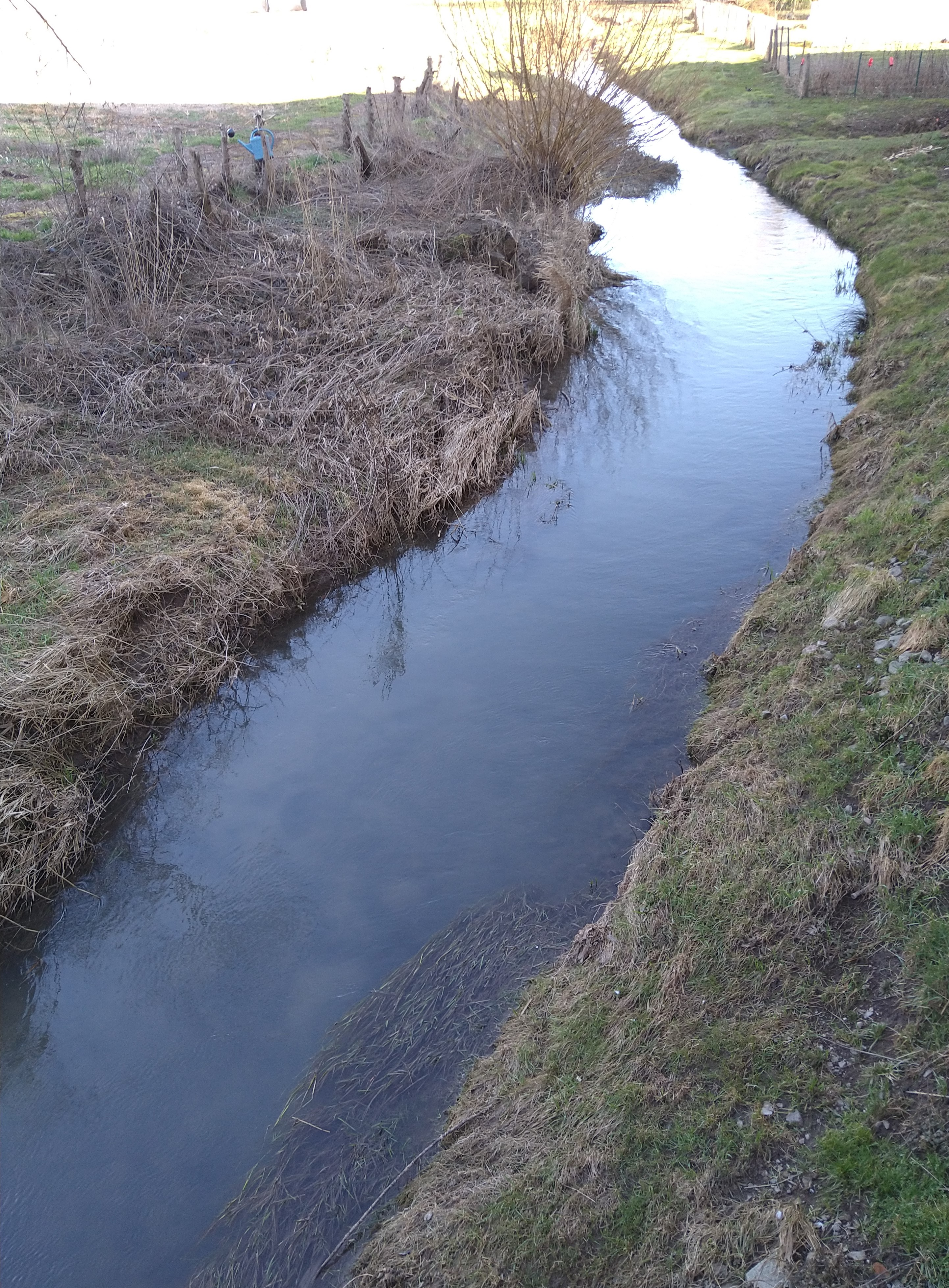
Loutre Noire à Bezange-la-Grande.
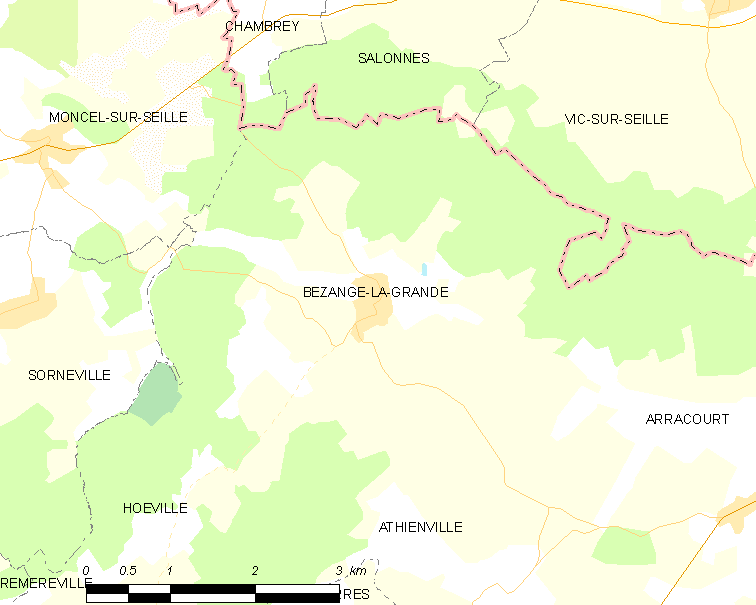
Carte de la commune.
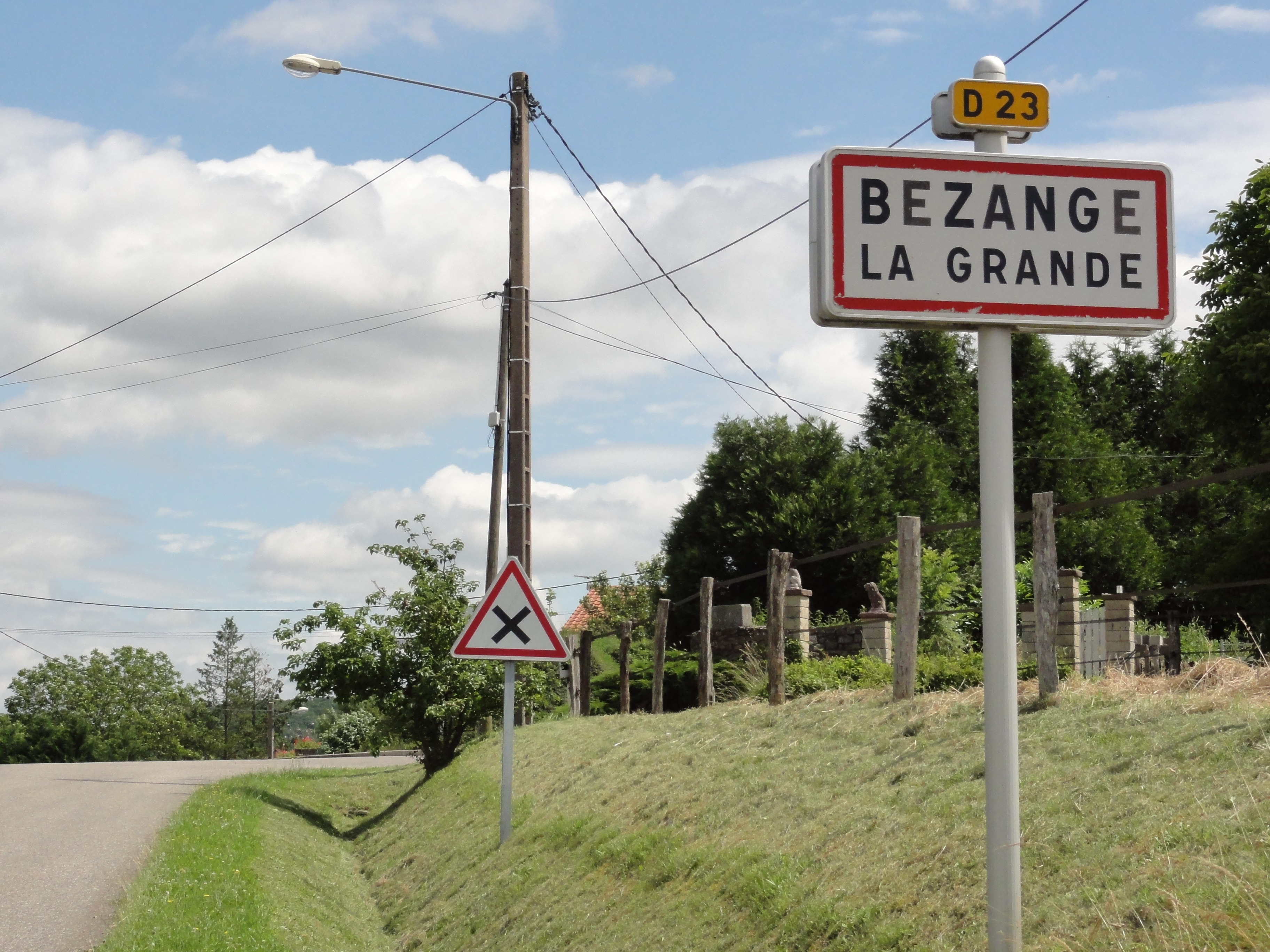
Entrée de Bezange-la-Grande.
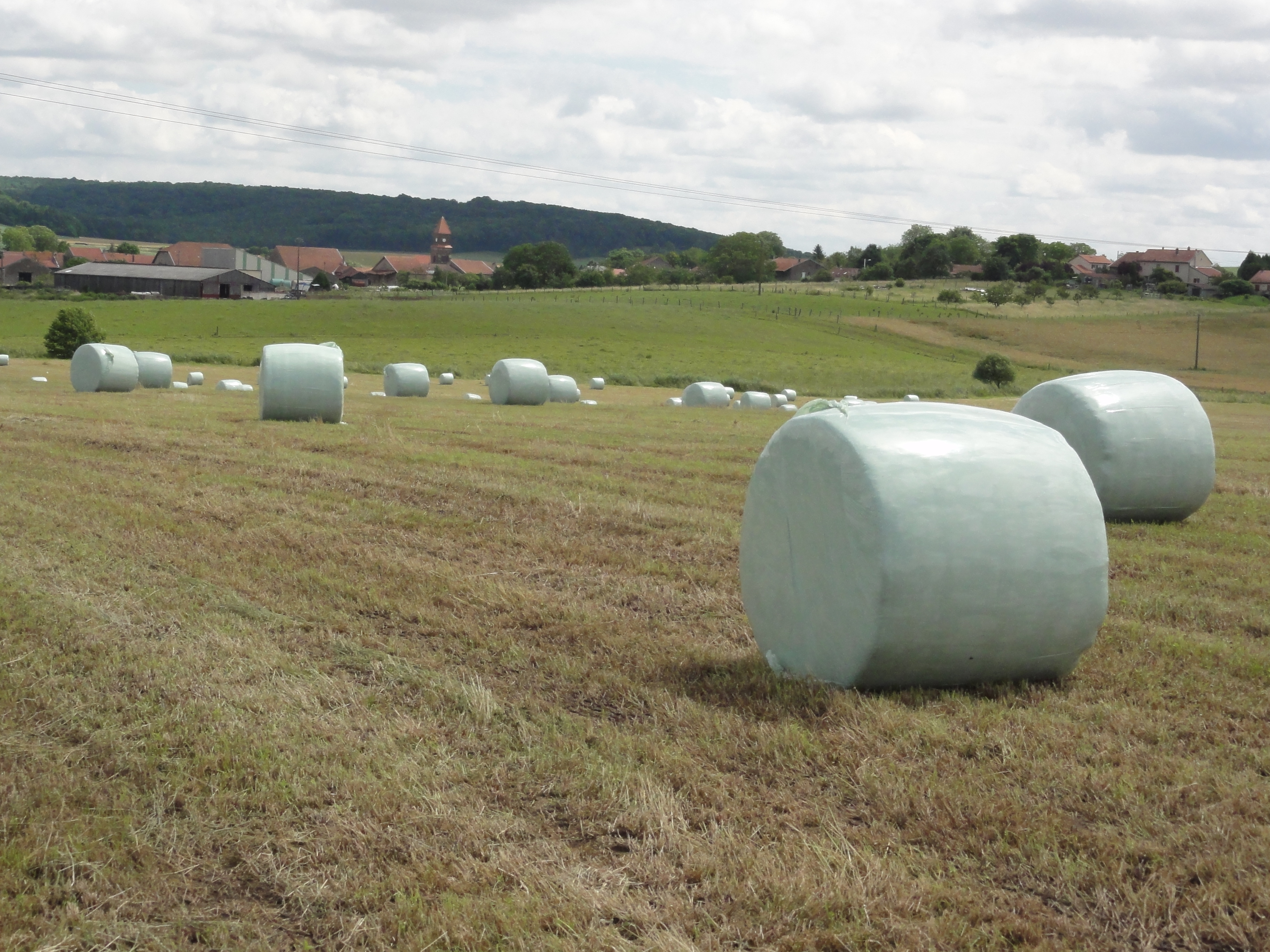
Paysage.

### Hydrographie
La commune est dans le bassin versant du Rhin au sein du bassin Rhin-Meuse. Elle est drainée par la Loutre Noire, le ruisseau d'Athienville, le ruisseau de Basailles, le ruisseau de la Basse de Ligniere, le ruisseau de l'Étang de Bezange, le ruisseau de St-Jean, le ruisseau des Pres Thiebaut et le ruisseau du Paquis de la Corre,.
La Loutre Noire, d'une longueur de 18 km, prend sa source dans la commune de Réchicourt-la-Petite et se jette  dans la Seille à Moncel-sur-Seille, après avoir traversé sept communes. 

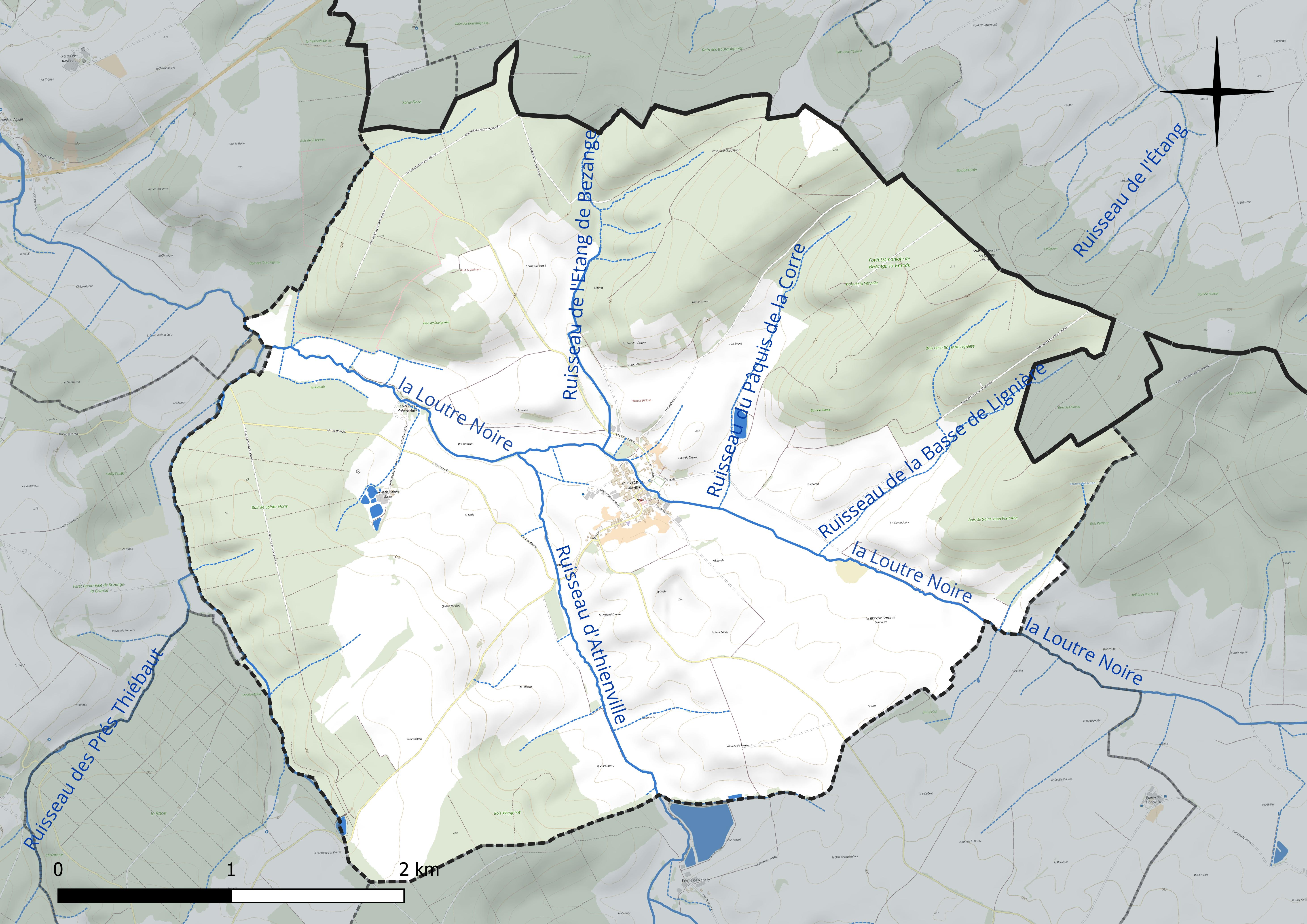
Réseau hydrographique de Bezange-la-Grande.

### Climat
Pour des articles plus généraux, voir Climat du Grand Est et Climat de Meurthe-et-Moselle.
En 2010, le climat de la commune est de type climat océanique dégradé des plaines du Centre et du Nord, selon une étude du Centre national de la recherche scientifique s'appuyant sur une série de données couvrant la période 1971-2000. En 2020, Météo-France publie une typologie des climats de la France métropolitaine dans laquelle la commune est exposée à un climat semi-continental et est dans la région climatique  Lorraine, plateau de Langres, Morvan, caractérisée par un hiver rude (1,5 °C), des vents modérés et des brouillards fréquents en automne et hiver. 
Pour la période 1971-2000, la température annuelle moyenne est de 9,8 °C, avec une amplitude thermique annuelle de 16,9 °C. Le cumul annuel moyen de précipitations est de 788 mm, avec 11,4 jours de précipitations en janvier et 9,2 jours en juillet. Pour la période 1991-2020, la température moyenne annuelle observée sur la station météorologique de Météo-France la plus proche, « Nancy-Essey », sur la commune de Tomblaine à 20 km à vol d'oiseau, est de 11,0 °C et le cumul annuel moyen de précipitations est de 746,3 mm. 
La température maximale relevée sur cette station est de 40,1 °C, atteinte le 24 juillet 2019 ; la température minimale est de −24,8 °C, atteinte le 21 février 1956,,. 
Les paramètres climatiques de la commune ont été estimés pour le milieu du siècle (2041-2070) selon différents scénarios d'émission de gaz à effet de serre à partir des nouvelles projections climatiques de référence DRIAS-2020. Ils sont consultables sur un site dédié publié par Météo-France en novembre 2022.

## Urbanisme

### Typologie
Au 1er janvier 2024, Bezange-la-Grande est catégorisée commune rurale à habitat dispersé, selon la nouvelle grille communale de densité à sept niveaux définie par l'Insee en 2022.
Elle est située hors unité urbaine. Par ailleurs la commune fait partie de l'aire d'attraction de Nancy, dont elle est une commune de la couronne,. Cette aire, qui regroupe 353 communes, est catégorisée dans les aires de 200 000 à moins de 700 000 habitants,.

### Occupation des sols
L'occupation des sols de la commune, telle qu'elle ressort de la base de données européenne d’occupation biophysique des sols Corine Land Cover (CLC), est marquée par l'importance des territoires agricoles (51,4 % en 2018), une proportion sensiblement équivalente à celle de 1990 (51,1 %). La répartition détaillée en 2018 est la suivante : forêts (47 %), terres arables (39,3 %), prairies (11,8 %), zones urbanisées (1,6 %), zones agricoles hétérogènes (0,3 %). L'évolution de l’occupation des sols de la commune et de ses infrastructures peut être observée sur les différentes représentations cartographiques du territoire : la carte de Cassini (XVIIIe siècle), la carte d'état-major (1820-1866) et les cartes ou photos aériennes de l'IGN pour la période actuelle (1950 à aujourd'hui).

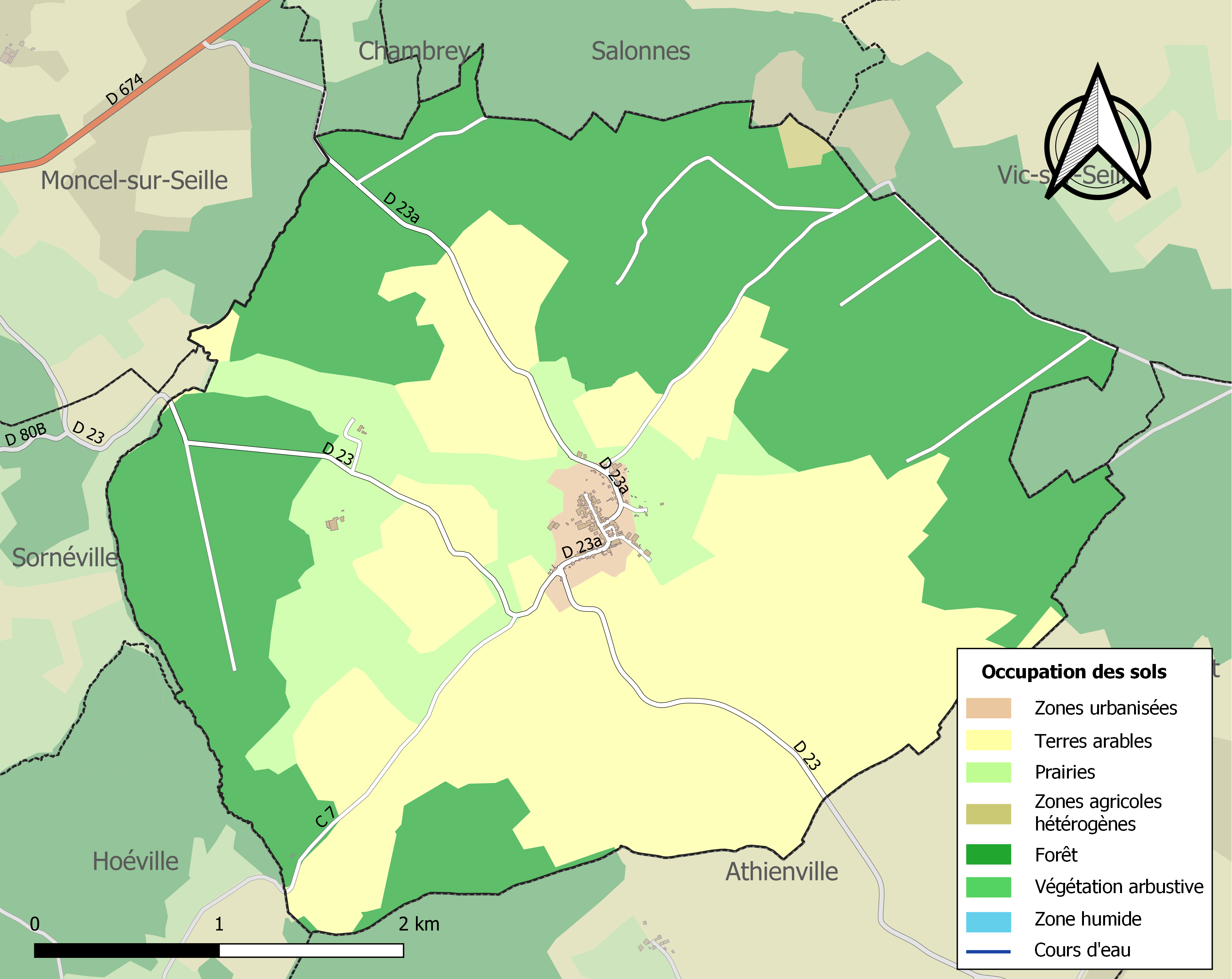
Carte des infrastructures et de l'occupation des sols de la commune en 2018 (CLC).

## Toponymie
La toponymie vient d'un nom de personne germanique : Biso ou Beczo suivi du suffixe -ing ou -inga (forme primitive de -ingen). La dénomination Bisanga est probable vers 699, elle est attestée en 912. Le domaine de Villa Besangia est attesté en 960, il inclut Magna Besangia (Besange-la-Grande). Puis :  Bisanges magna (1189), Besenges (1192), Bezainge (1359), Besenge (1461), La Grand-Besanges (1578).
En allemand : Großbessingen.

## Histoire
Existent des traces de peuplement très ancien, tumuli de la forêt de Besange, exploitation des mines de sel des domaines de la villa Besangia.[réf. nécessaire]
En 1422, Jean de Besange,  lieutenant-général du baillis de Nancy, épouse Marie de Bauffremont.[réf. nécessaire]
Le domaine de Villa Besangia est attesté dans Sacrae antiquitatis monumenta historica, dogmatica, diplomatica de 1725[réf. nécessaire]. Cette référence atteste-t-elle qu'il s'agit bien de Bezange ?
Avant 1870, la commune fait partie du canton de Vic-sur-Seille. Après le traité de Francfort, elle intègre le nouveau canton d'Arracourt avec les huit autres communes restées françaises.
La commune fut un village-frontière avec l'Allemagne entre 1871 et 1918.

## Politique et administration
| Période                                  | Période   | Identité                                       | Étiquette | Qualité                         |
| ---------------------------------------- | --------- | ---------------------------------------------- | --------- | ------------------------------- |
| Les données manquantes sont à compléter. |           |                                                |           |                                 |
| mars 2001                                | mars 2008 | Bernard Chalon                                 | PS        |                                 |
| mars 2008                                | En cours  | Laurent Massel, Réélu pour le mandat 2020-2026 |           | Contremaître, agent de maîtrise |

## Population et société

### Démographie
L'évolution du nombre d'habitants est connue à travers les recensements de la population effectués dans la commune depuis 1793. Pour les communes de moins de 10 000 habitants, une enquête de recensement portant sur toute la population est réalisée tous les cinq ans, les populations de référence des années intermédiaires étant quant à elles estimées par interpolation ou extrapolation. Pour la commune, le premier recensement exhaustif entrant dans le cadre du nouveau dispositif a été réalisé en 2007.

En 2022, la commune comptait 166 habitants, en évolution de +3,75 % par rapport à 2016 (Meurthe-et-Moselle : −0,13 %, France hors Mayotte : +2,11 %).
| 1793 | 1800 | 1806 | 1821 | 1831 | 1836 | 1841 | 1846 | 1851 |
| ---- | ---- | ---- | ---- | ---- | ---- | ---- | ---- | ---- |
| 444  | 435  | 441  | 502  | 603  | 561  | 534  | 546  | 577  |

| 1856 | 1861 | 1872 | 1876 | 1881 | 1886 | 1891 | 1896 | 1901 |
| ---- | ---- | ---- | ---- | ---- | ---- | ---- | ---- | ---- |
| 534  | 516  | 568  | 510  | 481  | 480  | 478  | 442  | 400  |

| 1906 | 1911 | 1921 | 1926 | 1931 | 1936 | 1946 | 1954 | 1962 |
| ---- | ---- | ---- | ---- | ---- | ---- | ---- | ---- | ---- |
| 367  | 344  | 284  | 240  | 233  | 233  | 207  | 188  | 186  |

| 1968 | 1975 | 1982 | 1990 | 1999 | 2006 | 2007 | 2012 | 2017 |
| ---- | ---- | ---- | ---- | ---- | ---- | ---- | ---- | ---- |
| 192  | 203  | 202  | 202  | 182  | 176  | 175  | 167  | 158  |

| 2022 | - | - | - | - | - | - | - | - |
| ---- | - | - | - | - | - | - | - | - |
| 166  | - | - | - | - | - | - | - | - |

## Culture locale et patrimoine

### Lieux et monuments
- Église Saint-Marien reconstruite après 1918. Saint Marien de Combraille est un saint du Ve siècle, ermite d’Entraigues, protecteur d’Évaux.
- Deux monuments aux morts.
- Tumulus du bois de Sainte-Marie.

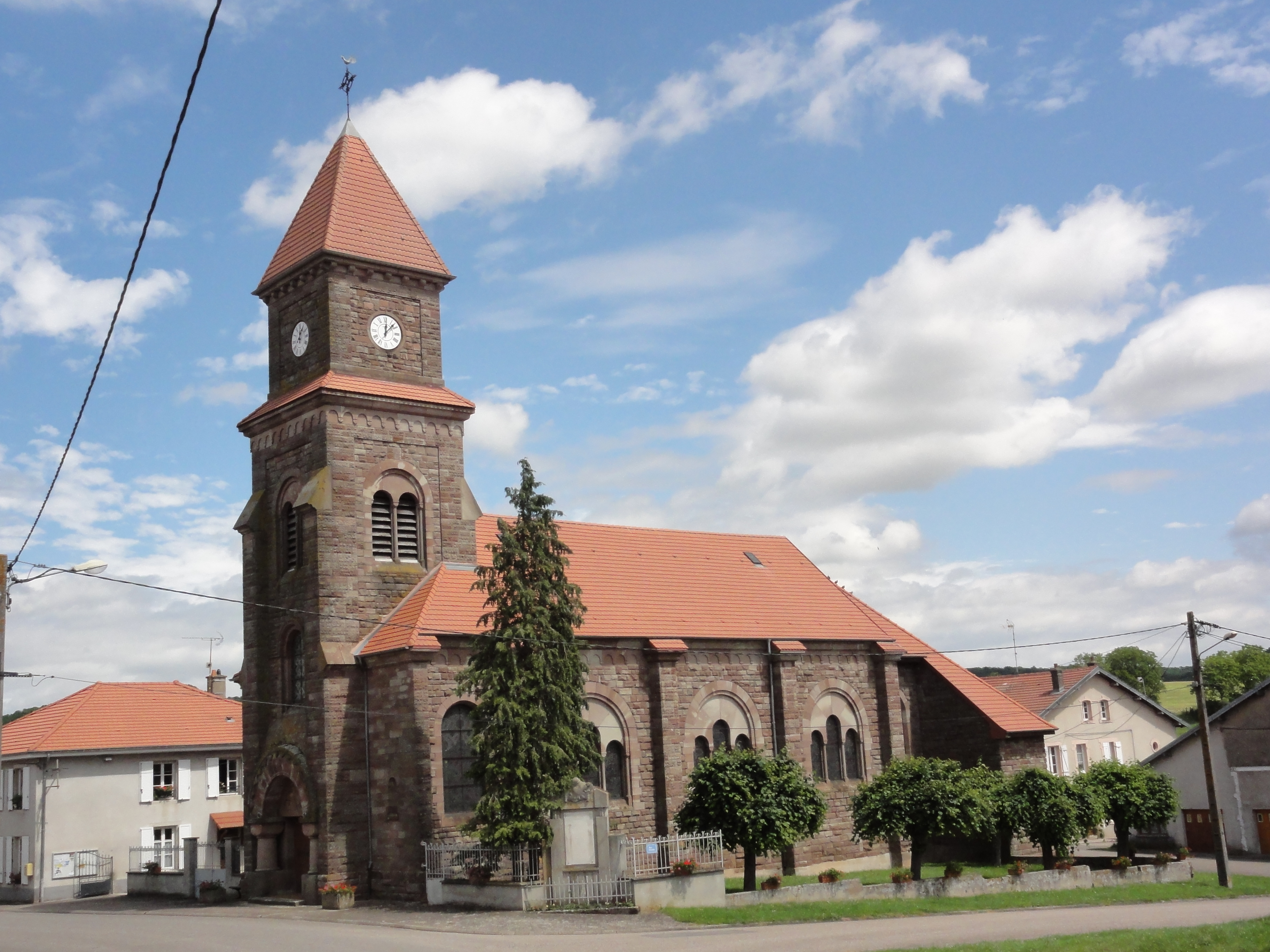
Église Saint-Marien.
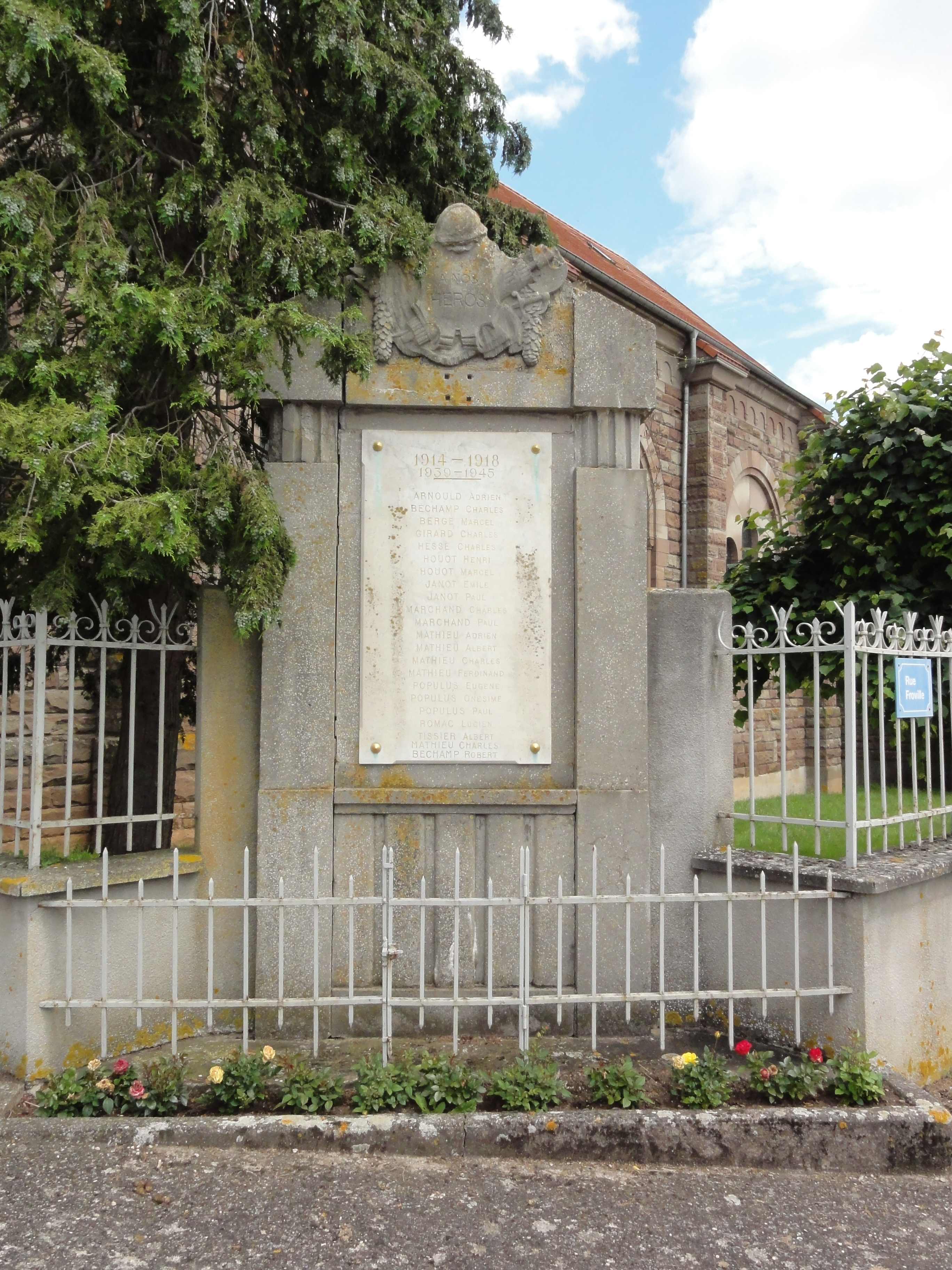
Monument aux morts près de l'église.
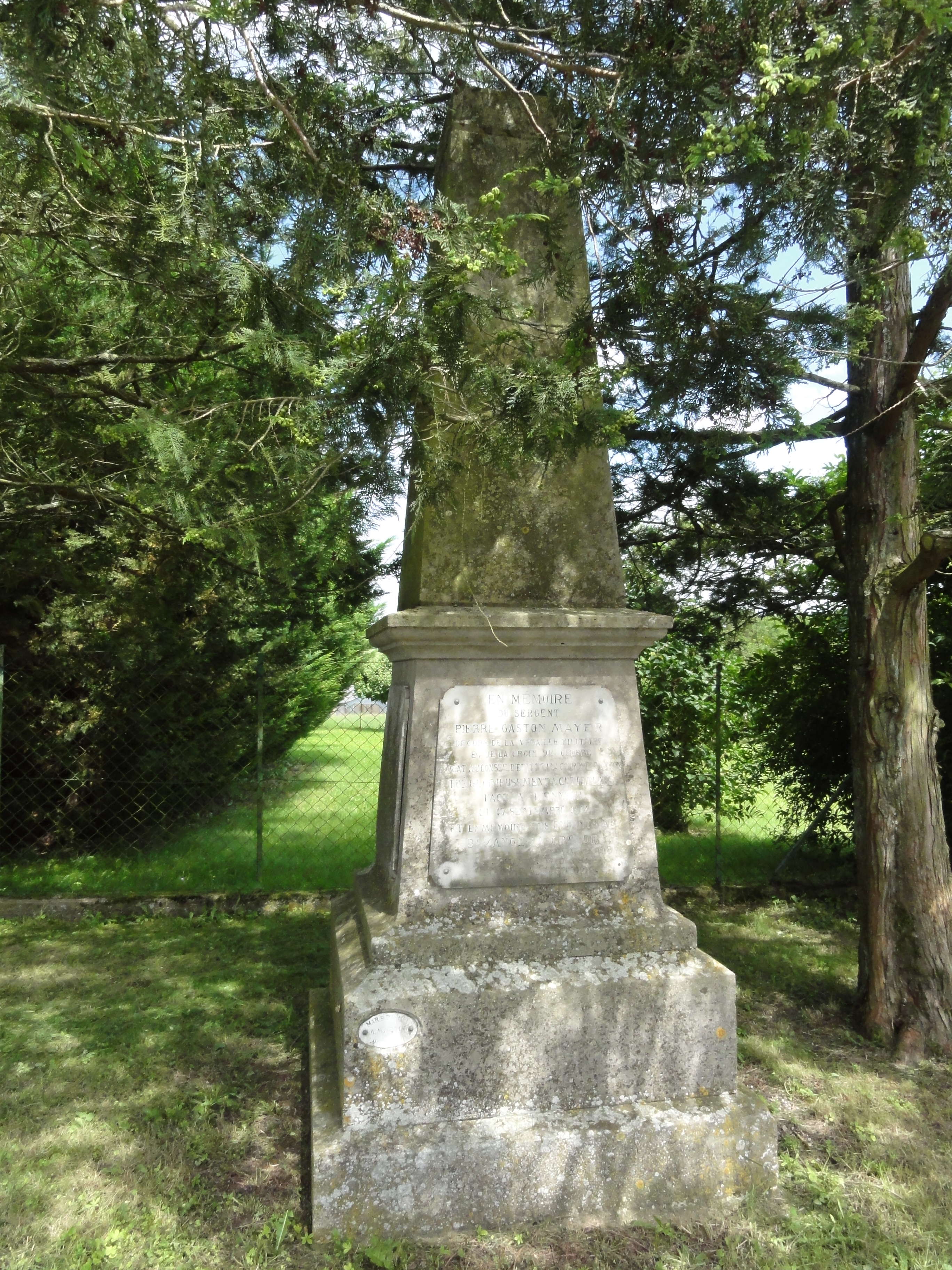
Monument aux morts, stèle sous des arbres.

### Personnalités liées à la commune
- Jean de Besange, lieutenant-général du bailliage de Nancy en 1472[23]. Néanmoins même si Jean de Besange est cité par Don Calmet il est peu probable qu'il soit lié à la commune.
- Marie, marquise de Besanges, née en 1735.[réf. nécessaire]

### Héraldique, logotype et devise
| Blason de Bezange-la-Grande | Blason  | De gueules à la crosse abbatiale d'or accostée de deux saumons adossés d'argent. |
| Blason de Bezange-la-Grande | Détails | Les deux saumons indiquent que le comté de Salm avait des droits dans la localité. La crosse est celle de l'abbaye de Salival qui avait également des biens dans la commune. Le statut officiel du blason reste à déterminer. |